# Kranjski bijeli bun
Kranjski bijeli bun (kranjska aptovina, kranjska bunika, tamnorujna bunika, Lat. Scopolia carniolica), jedna od tri priznate vrste bijelog buna, porodica krumpirovki, jedina je vrsta ovog roda koja raste u Hrvatskoj (Velebit i Gorski kotar). 
Raste po listopadnim šumama jugoistočne Europe, po sjenovitom, vlažnom i rahlom humusnom tlu. Kod nas je rijetka i zaštićena vrsta.
Naraste do 80 cm. visine. Podanak je horizontalan, do 30 cm dug, listovi naizmjenični, ljubičastosmeđi zvonasti cvjetovi su dvospolni, pojedinačni i viseći, a plod je tobolac.
Kranjski bijeli bun je otrovan ali je i ljekovita biljka. Alkaloid skopolamin koji se nalazi u njemu koristio se nekada kao serum istine. Osim njega biljka sadržava i hiosciamin. Svi dijelovi biljke su otrovni i njegova upotreba može izazvati suhoću usta i ždrijela, ubrzan puls, širenje zjenica, gubitak svijesti, gušenje i smrt.

## Sinonimi
- Atropa ambigua Salisb.
- Hyoscyamus chloranthus Wender.
- Hyoscyamus scopolia L.
- Scopolia atropoides Bercht. & J.Presl
- Scopolia hladnikiana Fleischm. ex Nyman
- Scopolia trichotoma Moench
- Scopolia tubiflora Kreyer
- Scopolina atropoides Schult.
- Scopolina carniolica (Jacq.) Kuntze
- Scopolina viridiflora Freyer ex W.D.J.Koch

- Opis1
- Opis2